# Ancien Cinéma Eden (Reims)
Le  Cinéma Eden est une salle de cinéma à Reims ouverte en 1929, de style art-déco et  équipée pour le cinéma « parlant ». Il ferme ses portes le 8 juin 1983 pour devenir une discothèque.

## Historique
En novembre 1929, le cinéma L’Eden qui succède au Triumph, ouvre au 110 bis avenue Jean-Jaurès à Reims.
Il possède un balcon et un restaurant, Le Select, qui deviendra le bar de la salle de spectacle. De nombreux Rémois y firent leur repas de mariage.
C'est l’œuvre de l’architecte Jules-Michel Gaislin. Il est inauguré le 7 novembre 1929.
C’est la première salle, à Reims, équipée pour le cinéma parlant.
Le cinéma Eden ferme ses portes le 8 juin 1983. Laissant la place à la discothèque "L’Echiquier" puis "Le Versus".

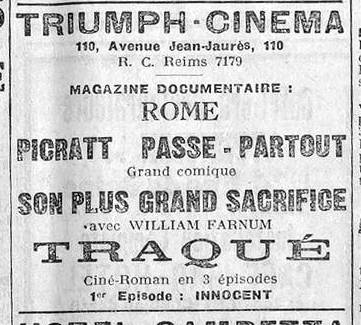
Publicité pour le Triumph dans l’éclaireur de l'Est en 1924.

En 2024, un projet immobilier dénommé "Villa Art Déco" remplace, avec maintien partiel de la facade, l'ancien Cinéma Eden.